# Scissors (Texas)
Scissors es un lugar designado por el censo ubicado en el condado de Hidalgo en el estado estadounidense de Texas. En el Censo de 2010 tenía una población de 3186 habitantes y una densidad poblacional de 771,72 personas por km².

## Geografía
Scissors se encuentra ubicado en las coordenadas 26°7′0″N 98°2′51″O / 26.11667, -98.04750. Según la Oficina del Censo de los Estados Unidos, Scissors tiene una superficie total de 4.13 km², de la cual 4.13 km² corresponden a tierra firme y (0%) 0 km² es agua.

## Demografía
Según el censo de 2010, había 3186 personas residiendo en Scissors. La densidad de población era de 771,72 hab./km². De los 3186 habitantes, Scissors estaba compuesto por el 90.49% blancos, el 0.03% eran afroamericanos, el 0% eran amerindios, el 0.06% eran asiáticos, el 0% eran isleños del Pacífico, el 8.66% eran de otras razas y el 0.75% pertenecían a dos o más razas. Del total de la población el 97.52% eran hispanos o latinos de cualquier raza.

## Educación
El Distrito Escolar Independiente de Donna sirve al lugar. Dos escuelas primarias, Runn y Stainke, sirven a partes del lugar. La Escuela Secundaria Todd y la Escuela Preparatoria Donna sirven a todas áreas del lugar.
El Distrito Escolar Independiente de South Texas gestiona escuelas magnet que sirven a la región.